# Astragalus waterfallii
Astragalus waterfallii är en ärtväxtart som beskrevs av Rupert Charles Barneby. Astragalus waterfallii ingår i släktet vedlar, och familjen ärtväxter. Inga underarter finns listade i Catalogue of Life.